# Новак-Кашчанский, Якуб
Я́куб Но́вак-Ка́шчанский, немецкий вариант — Якоб Ноак (в.-луж. Jakub Nowak-Kašćanski, нем. Jacob Noack, 6 января 1864 года, деревня Кашецы, Лужица, Королевство Саксония — 22 августа 1920 года, Баутцен, Германия) — католический священник, лужицкий писатель.
Родился в 1864 году в крестьянской семье в серболужицкой деревне Кашецы. В 1879 году окончил Католическое педагогическое училище в Баутцене, после до 1888 года обучался в Лужицкой семинарии в Праге. В 1885 году закончил пражскую Малостранскую гимназию. Последние два года своего обучения проходил в Кёльне. В 1886 году вступил в культурно-просветительскую организацию «Матица сербо-лужицкая».
В 1890 году возвратился в Лужицу, где до 1893 года служил викарием в деревне Кашецы и городе Остриц. С 1893 по 1896 года — проповедник и с 1896 года до своей кончины в 1920 году — директор настоятельской школы в Баутцене.
Во время своего обучения в Праге и службы священником написал несколько повестей, которые были опубликованы в различные годы в серболужицкой периодической печати и вышли отдельными изданиями.
Главные сочинения
- Čěski nan a serbski syn, 1882
- Stary a nowy wučer, 1886
- Jene dźěćo přewjele, 1886